# Paris (Kentucky)
Paris è un comune (city) degli Stati Uniti d'America e capoluogo della contea di Bourbon nello Stato del Kentucky. Si trova 18 miglia (29 km) a nord-est di Lexington sul Stoner Fork del fiume Licking. Fa parte dell'area metropolitana di Lexington-Fayette. La popolazione era di 8 553 persone al censimento del 2010.

## Geografia fisica
Secondo lo United States Census Bureau, ha un'area totale di 6,0 miglia quadrate (15,5 km²).

## Storia
Joseph Houston stabilì una stazione nell'area nel 1776, ma fu costretto a trasferirsi a causa di precedenti concessioni di terra. Nel 1786, Lawrence Protzman acquistò l'area dove oggi sorge Paris dai suoi proprietari, progettò 250 acri (100 ha) per la città, e ha offerto la terra per gli edifici pubblici in cambio che legislatura della Virginia facesse divenire l'insediamento il capoluogo della contea di Bourbon. Nel 1789, la città venne formalmente creata con il nome di Hopewell in onore della città di Hopewell nel New Jersey, la sua città natale. L'anno successivo ha cambiato nome in Paris in onore di Parigi (Paris in inglese), la capitale della Francia, per abbinare al nome della contea e per onorare l'assistenza francese durante la rivoluzione americana.

## Società

### Evoluzione demografica
Secondo il censimento del 2010, c'erano 8 553 persone.

### Etnie e minoranze straniere
Secondo il censimento del 2010, la composizione etnica della città era formata dall'81,13% di bianchi, l'11,52% di afroamericani, lo 0,19% di nativi americani, lo 0,4% di asiatici, lo 0% di oceanici, il 4,13% di altre etnie, e il 2,64% di due o più etnie. Ispanici o latinos di qualunque etnia erano il 6,68% della popolazione.

## Amministrazione

### Gemellaggi
- Lamotte-Beuvron, dal 2016